# Moolgarda pedaraki
Moolgarda pedaraki är en fiskart som först beskrevs av Achille Valenciennes, 1836.  Moolgarda pedaraki ingår i släktet Moolgarda och familjen multfiskar. Inga underarter finns listade i Catalogue of Life.